# Seleção Inglesa de Polo
A Seleção Inglesa de Polo é a seleção nacional de polo da Inglaterra. É administrada pela Associação de Polo de Hurlingham (HPA) e representa a Inglaterra nas competições internacionais de polo.
É uma das principais seleções do Campeonato Mundial de Polo, tendo conquistado boas colocações em diversas edições, contudo, sem conquistar títulos. Suas melhores participações foram dois vice-campeonatos, uma na edição de 1989, em Berlim Ocidental, Alemanha Ocidental, e a outra em 2004, em Chantilly, França.

## Torneios

### Olimpíadas
O polo foi introduzido nos Jogos Olímpicos na edição de Paris 1900. Com participações intercaladas em outras três Olimpíadas, o polo foi removido do programa olímpico após os Jogos de Berlim 1936.
A Inglaterra participou do torneio de Polo nos Jogos Olímpicos de 1900, representando o Reino Unido como uma equipa mista, ao lado dos Estados Unidos, tendo conquistado a medalha de ouro com os Foxhunters Hurlingham e a prata com os BLO Polo Club Rugby.
Na edição de 1908, a Grã-Bretanha foi representada por 3 equipes, sendo duas inglesas e uma irlandesa, as equipes inglesas conquistaram ouro e prata.
Representantes ingleses conquistariam também medalhas nas outras três edições em que o polo esteve presente nos Jogos Olímpicos, sendo ouro em Antuérpia, bronze em 1924, em Paris, e prata na edição de 1936, em Berlim.

### Campeonatos do Mundo
A Seleção Inglesa de Polo conquistou dois vice-campeonatos, e dois três terceiros lugares, sendo a melhor seleção europeia nos Campeonatos do Mundo.
| Ano  | Sede             | Classificação  | Ref.   |
| ---- | ---------------- | -------------- | ------ |
| 1987 | Buenos Aires     | Não participou | [ 17 ] |
| 1989 | Berlim Ocidental | 2              | [ 3 ]  |
| 1992 | Santiago         | 3              | [ 13 ] |
| 1995 | São Maurício     | 4º lugar       | [ 18 ] |
| 1998 | Santa Barbara    | 3              | [ 14 ] |
| 2001 | Melbourne        | 4º lugar       | [ 19 ] |
| 2004 | Chantilly        | 2              | [ 4 ]  |
| 2008 | Cidade do México | 1ª fase        | [ 20 ] |
| 2011 | Estancia Grande  | 4º lugar       | [ 21 ] |
| 2015 | Santiago         | 4º lugar       | [ 22 ] |
| 2017 | Sydney           | 3              | [ 16 ] |

### Outros torneios
O Campeonato do Mundo de Polo na Neve, contou com a presença da seleção inglesa em várias ocasiões, a melhor colocação foi o 1º lugar, conquistado na edição de 2014.
Entre 2012 e 2014 ocorreu em Tianjin, China, a Super Copa das Nações, que contou com a presença da seleção inglesa em 2013 e 2014, tendo conquistado em ambas, a segunda posição.
A Seleção Inglesa é a maior vencedora do Campeonato Europeu de Polo, tendo sido campeã em 6 das 12 edições realizadas até então.